# وادي البيح

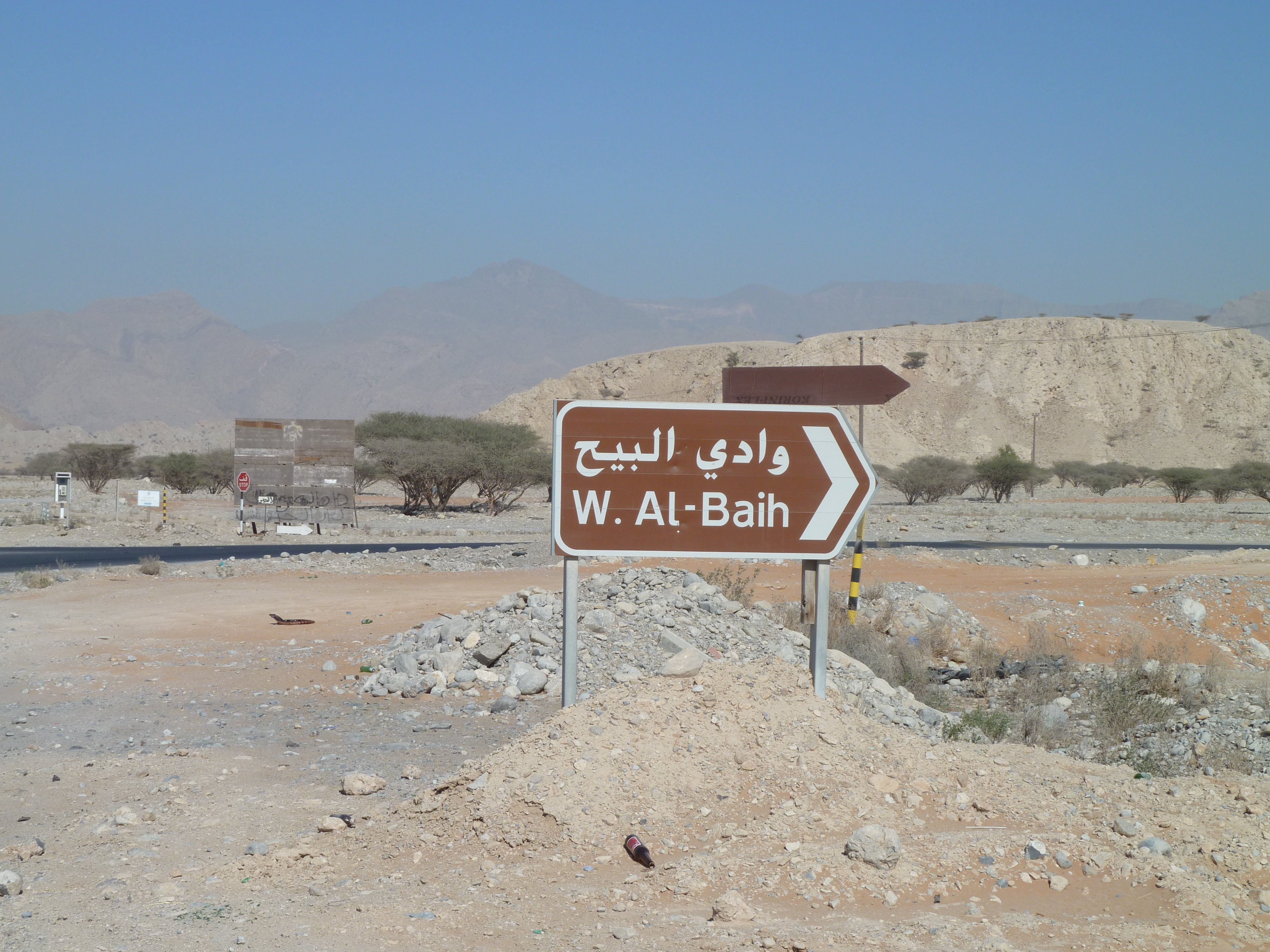
لافتة للوادي

وَادِي ٱلْبَيْح، هو نهر / وادي يعبر جبال الحجر الشمالية الغربية من الإمارات العربية المتحدة، ويعبر سلطنة عمان قبل العودة إلى الإمارات العربية المتحدة. من الغرب إلى الشرق ، ينبع من إمارة رأس الخيمة المطلة على الخليج العربي، قبل عبوره المفصل العماني عند طرف شبه جزيرة مسندم، مروراً بقرية زيغي وصولاً إلى إمارة الفجيرة حتى دبا الحصن، على خليج عمان. يعد الوادي موقعًا شهيرًا لمراقبي الطيور.
يتطلب الوصول إلى وادي البيح من مواطني دول مجلس التعاون الخليجي هويات شخصية. قد يجد المقيمون في الإمارات العربية المتحدة وسلطنة عمان الذين يحملون جوازات سفر أخرى أن الدخول مقيد أو محظور[بحاجة لمصدر].

## سباق وادي البيح
يقام ماراثون وادي البيح الدولي 72 كم (45 ميل) كل عام في شبه جزيرة مسندم في عُمان في عطلة نهاية الأسبوع الأولى من شهر فبراير. يعد الحدث الفردي الذي يبلغ طوله 72 كم مسارًا ذهابًا وإيابًا، يبدأ من دبا ويصعد لمسافة 36 كم في تضاريس جبلية قبل التحول، ويستغرق إكماله حوالي خمس ساعات. أُسّسَ عام 1993.

## معرض الصور

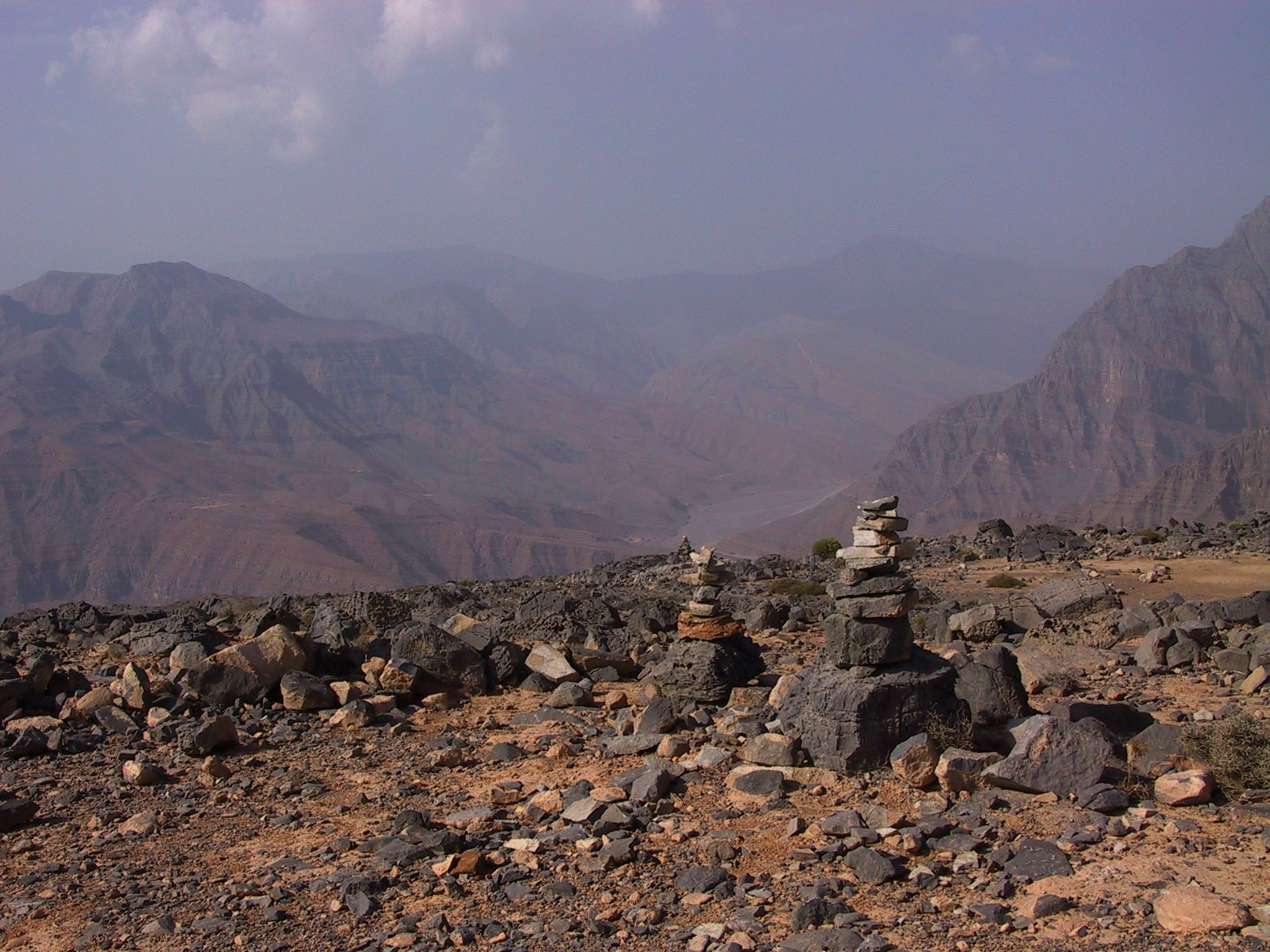
منظر لوادي البيح
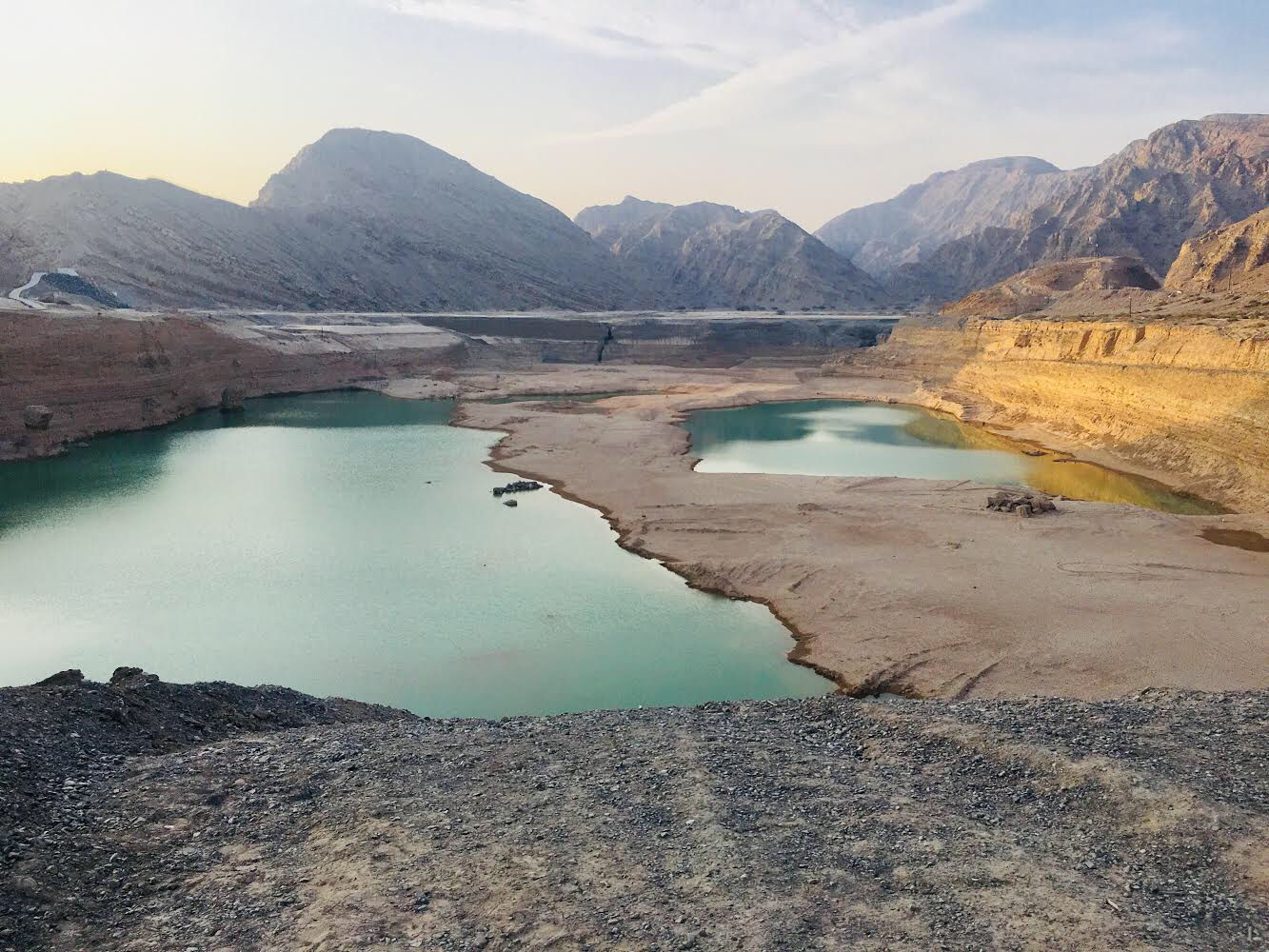
الوادي مع جبال الحجر الشمالية الغربية في الخلفية. لاحظ أن جبل جيس ، أعلى جبل في الإمارات العربية المتحدة، قريب..
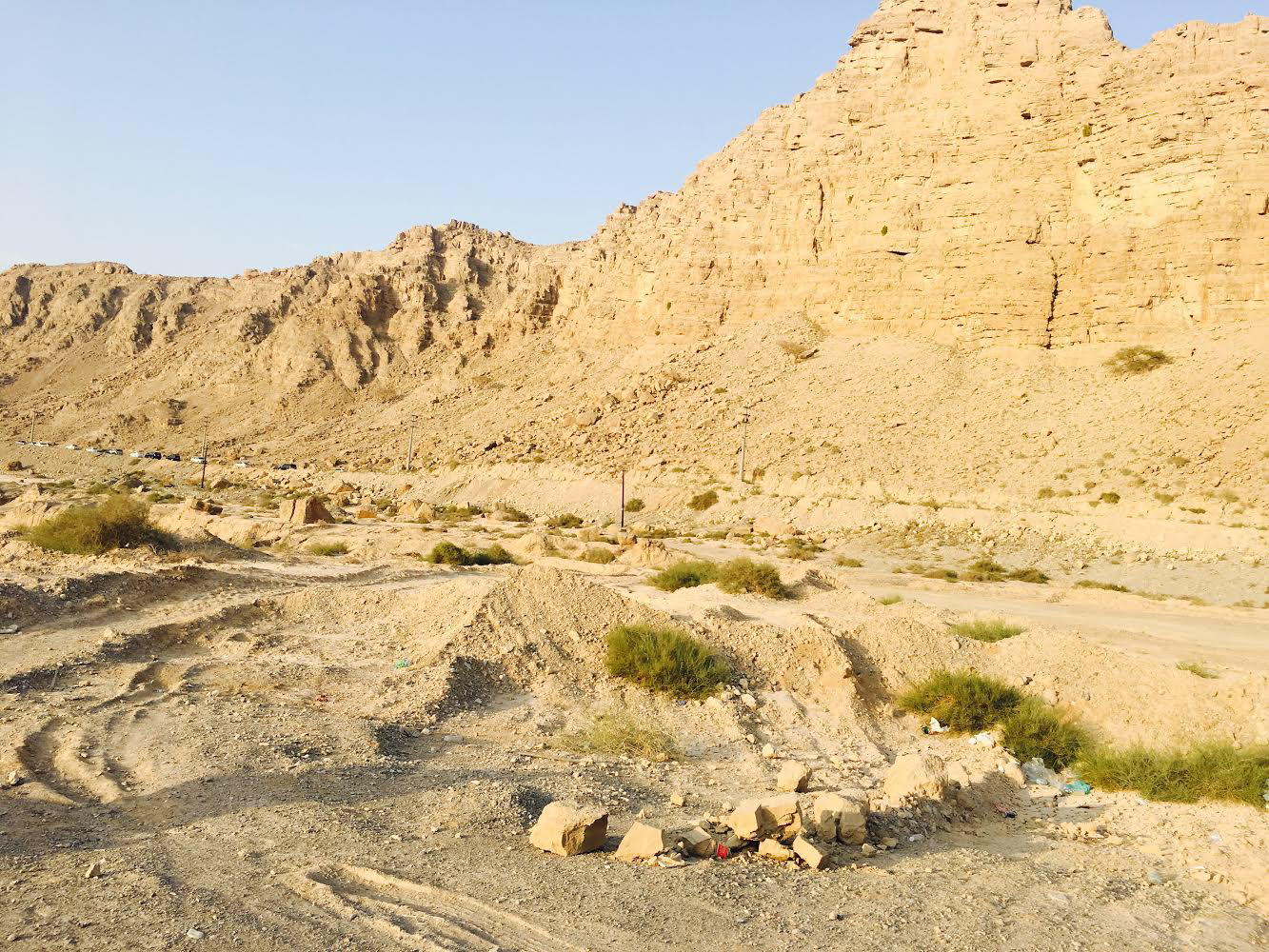

## أنظر أيضا
- قائمة الوديان في الإمارات العربية المتحدة

## روابط خارجية
- 2017 - Wadi Bih Hike, UAE (يوتيوب)
- Grand Canyon Wadi Bih mountains Ras Al Khaimah UAE